# Lauwin-Planque
Lauwin-Planque là một xã ở tỉnh Nord trong vùng Hauts-de-France, Pháp.